# Wynand Olivier
Pour les articles homonymes, voir Olivier (homonymie).

a Compétitions nationales et continentales officielles uniquement.

b Matchs officiels uniquement.
Dernière mise à jour le 6 septembre 2022.
Wynand Olivier (né le 11 juin 1983 à Welkom) est un joueur de rugby à XV sud-africain, évoluant au poste de centre. Il joue avec l'équipe d'Afrique du Sud de 2006 à 2014.

## Biographie
Capable de jouer premier ou second centre, et même ailier (poste auquel il a débuté), Wynand Olivier a fait partie de l'équipe d'Afrique du Sud victorieuse de la Coupe du monde en 2007. Lors de ce tournoi, il n'a disputé que trois matchs dont un comme titulaire contre les Tonga et était barré par François Steyn et Jaque Fourie au centre. 
Évoluant avec les Blue Bulls en Currie Cup, il a remporté trois titres (2007, 2009, 2010) de Super 14 avec la franchise des Bulls. Doté d'une bonne vitesse, d'une qualité de passe hors du commun et d'une puissance physique lui permettant de percer le premier rideau défensif, il est considéré comme l'un des meilleurs centres de la compétition. Cependant, il peine à reproduire ses performances en sélection nationale. Il ne s' y est jamais vraiment imposé, les sélectionneurs lui préférant Jean de Villiers et Jaque Fourie.

### En équipe nationale
Il a effectué son premier test match avec les Springboks le 10 juin 2006 à l’occasion d’un match contre l'équipe d'Écosse.

## Palmarès

### En sélection
- Champion du monde 2007 avec les Springboks : 3 matchs
- 38 sélections avec les Springboks: 12 en 2006, 9 en 2007, 6 en 2009, 5 en 2010, 2 en 2011, 3 en 2012 et 1 en 2014.

### En club
- Currie Cup : 2003, 2004, 2009
- Super 14 et Super Rugby : 2007, 2009, 2010